# 伊東輝悅
伊東輝悦（1974年8月31日—），日本職業足球員，司職中場，現效力日丙球隊沼津青藍，前日本國家足球隊成員。

## 俱樂部生涯
1993年加盟清水心跳，效力18个赛季。2010年被清水心跳通知不在轮换名单内，随后加盟日职球队甲府风林，当时已经36岁。期间入选了日本国家队，也参加了1998年世界杯。
2014年，随甲府降级又升级之后，伊东辉悦加盟日丙联赛的AC长野拍档，两年内只有11次出场机会。
但伊东辉悦并没有打算退役。而是加盟同属日丙联赛的秋田蓝闪电，但本季只获得2次出场机会。
此前两个赛季，伊东辉悦虽然没有在联赛完成出场，但在2019年年初再度与沼津青蓝续约一年。

## 國家隊生涯
1996年亚特兰大奥运会上日本U231-0战胜巴西U23的一场比赛，在这场比赛中，伊东辉悦首发登场并打入一粒制胜球。
1997年，伊东辉悦开始入选日本国家足球队，曾作为替补参加了1998年法国世界杯。此后，伊东辉悦虽然在1999年获得了日职联赛最佳球员，但是自2001年后便未再得到国家队的征召。

## 外部連結
- Profile at Azul Claro Numazu （页面存档备份，存于）
- 伊東輝悅 – FIFA國際賽競賽紀錄 (存檔)
- 伊東輝悅在 National-Football-Teams.com 上的出场纪录
- Japan National Football Team Database （页面存档备份，存于）
- 日本職業足球聯賽中的伊東輝悅 （日語）